# Eero Hämeenniemi

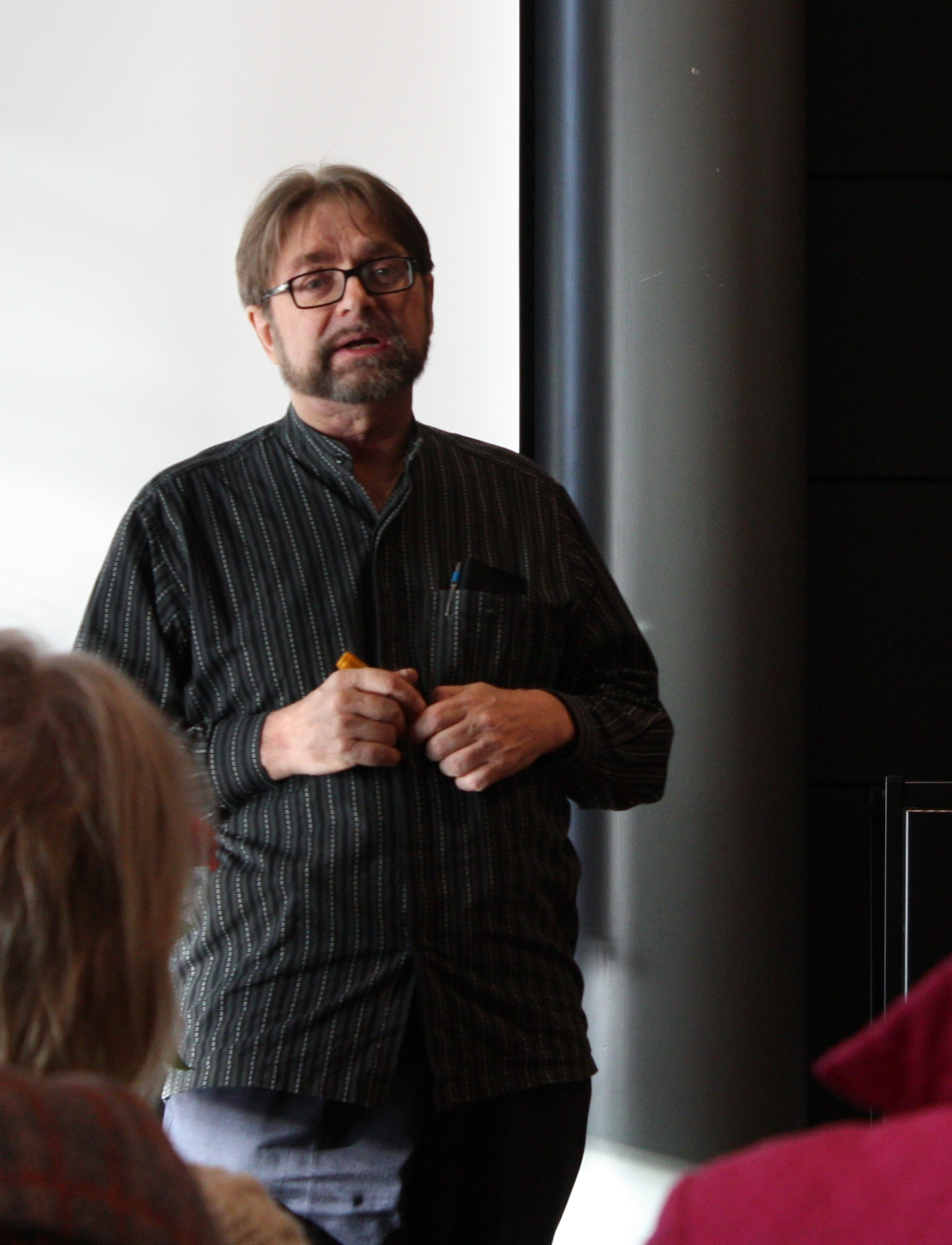
Eero Hämeenniemi in Kerava in 2009

Eero Olavi Hämeenniemi (Valkeakoski, 29 april 1951) is een Finse componist. Hij studeerde compositie bij Paavo Heininen aan de Sibeliusacademie in Helsinki.

## Levensloop
Nadat Hämeenniemi in 1978 zijn diploma behaalde, werkte hij verder met Boguslaw Schäffer in Krakau, Franco Donatoni in Siena en Josep Schwantner en Warren Benson in Rochester. Hij is de oprichter van de Ears Open Society, een organisatie die zich inzet voor getalenteerde componisten. Sinds 1982 werkt hij als docent, onder meer aan de Sibeliusacademie. In 1990 werd Hämeenniemi door de Foundation Alfred Kordelin onderscheiden met de Kalevala-prijs. "Nattuvanar", een van zijn composities, werd door de International Rostrum of Composers (IRC) van UNESCO in 1994 onderscheiden. Sinds september 2000 is Hämeenniemi composer in residence van het Tapiola Sinfonietta. Zijn vierde symfonie ging in 2007 in première.